# Chalcophora liberta
Chalcophora liberta är en skalbaggsart som först beskrevs av Ernst Friedrich Germar 1824.  Chalcophora liberta ingår i släktet Chalcophora och familjen praktbaggar. Inga underarter finns listade i Catalogue of Life.